# Heimlich & Co.
Pour les articles homonymes, voir Heimlich.
 (octobre 2018).
Heimlich & Co. est un jeu de société créé par Wolfgang Kramer en 1984. Le jeu a tout d'abord été édité par Edition Perlhuhn puis en 1986 par Ravensburger avec lequel il a remporté le Spiel des Jahres. Depuis 2001, le jeu est édité par Amigo.
Bien qu'il s'agisse d'un jeu très facile à expliquer et sans aucun texte sur le plan de jeu ou les cartes, Heimlich & Co. n'a jamais été publié en version française alors qu'il a été publié à de multiples reprises et sous divers noms pour le public germanophone ou anglophone.

## Principe général
Chaque joueur reçoit une couleur en secret. Il doit parvenir à faire gagner la course au pion de cette couleur, de préférence sans se faire repérer.

## Règle du jeu

### Matériel
- un dé
- 7 pions colorés
- 7 marqueurs de la même couleur
- 7 cartes de la même couleur
- un plan de jeu représentant un circuit de 12 cases : des maisons numérotées de 1 à 10, une ruine (-3) et une chapelle (0) ; autour du plan de jeu, une piste de score sert à compter les points.
- un coffre-fort

### Mise en place
Au début de la partie, le coffre est placé dans la maison no 7 et tous les pions sur la case départ. Tous les joueurs reçoivent une carte en secret leur indiquant qui ils doivent faire gagner. S'il y a moins de 7 joueurs, certaines cartes ne sont pas attribuées. Le premier joueur prend le dé.

### But du jeu
Amener son pion le premier sur la case d'arrivée de la piste de décompte des points.

### Déroulement
À son tour, un joueur jette le dé et avance les pions de son choix d'un total de cases égal à son dé. Par exemple, s'il a fait trois, il peut avancer un pion de trois cases, ou un pion d'une case et un autre de deux cases, ou encore trois pions d'une case. Si après avoir déplacé les pions, l'un d'eux se trouve sur la maison contenant le coffre-fort, on fait un décompte : chaque pion fait avancer son marqueur sur la piste de score d'un nombre da cases égal au numéro de la maison où il se trouve. Les pions qui sont dans la ruine hantée reculent de trois cases, ceux qui sont dans la chapelle ne bougent pas.

### Fin de partie et vainqueur
Lorsqu'un marqueur atteint l'arrivée, on révèle les cartes et celui à qui appartient la couleur du marqueur est le vainqueur. Si la couleur n'appartient à personne, personne n'a gagné !

## Variante
Une variante propose de noter à mi-parcours les pronostics de chacun quant aux couleurs jouées par tous les joueurs. De bons pronostics font gagner des points supplémentaires en fin de partie.

## Récompense
- Spiel des Jahres  1986
- Schweizer Spielepreis jeu familial 2002